# Susapaya (distrito)
Susapaya é um distrito peruano localizado na província de Tarata, região de Tacna. Sua capital é a cidade de Susapaya.

## Transporte
O distrito de Susapaya é servido pela seguinte rodovia:
- TA-106, que liga o distrito de Tarata à cidade  [2][3][4]